# Dominik Wagner (Trompeter)
Dominik „Bix“ Wagner (* 1986) ist ein deutscher Trompeter, Dirigent und Komponist, der in den Genres Jazz und Blasmusik tätig ist.

## Leben und Wirken
Wagner wuchs in einer musikalischen Familie in Laufenburg (Baden) auf, in der musiziert wurde. Seine Mutter leitete die Jugendsinggruppe Laufenburg, in der er erste Unterweisung erhielt. In der Jugendmusikschule Südschwarzwald erhielt er mit elf Jahren Trompeten- und Klavierunterricht und spielte zunächst im heimischen Musikverein. Er leitete die Jazz-Band des Hochrhein-Gymnasiums. Außerdem war er Mitglied der Big Band des Hochrhein-Gymnasiums Waldshut und (musikalisch prägend) im Verbandsjugendorchester Hochrhein unter Leitung von Julian Gibbons. An der Hochschule für Musik und Darstellende Kunst Stuttgart studierte er zunächst Jazztrompete; ab 2013 absolvierte er dort den Master-Studiengang mit Hauptfach Blasorchesterleitung bei Hermann Pallhuber, studierte aber auch bei Rainer Tempel Komposition.
Als Student war Wagner Mitglied des Landesjazzorchesters Baden-Württemberg, mit dem auch die Alben Brass Machine und No More Blues entstanden. 2011 veröffentlichte Mons Records sein Debütalbum Virtual Green mit dem Dominik-Wagner-Quartett, zu dem Henry Kasper (Klavier), Steffen Kistner (Bass) und Felix Schrack (Drums) gehörten. Er war international auf Tourneen, etwa in Kanada, Aserbaidschan und Ecuador. Zudem wirkte er als Instrumentalist bei weiteren CD-Produktionen mit, etwa auf Bernd Konrads An Hellen Tagen.
Wagner verfasste Werke der Bläsermusik für sinfonisches Blasorchester und Concert Band (The Saga of Störtebeker), Brassband, andere Bläserensembles, wie das Bläserquintett „Blechsach“ (Sieger des SWR4-Blechduells 2015), aber auch für Bigbands und andere Jazzformationen. Daneben schrieb er die Musik zum Kindermusical Engel sein, die Suite Über das Leben, die Liebe und den Morgen danach sowie Filmmusiken. Sein Werk Early Bird Overture wurde beim 1st International Composition Contest der Mantzaros Philharmonic Society Korfu mit dem 2. Platz ausgezeichnet. Gemeinsam mit den Komponisten Dirk Mattes und Julien Meisenzahl nahm er 2020 die selbstproduzierte CD Orchesterstücke 2020 mit eigenen Werken auf.
Wagner betreut als Dirigent die Kapellen des Musikverein Stetten/Filder; er leitet die von ihm gegründete Filder Wind Symphony, mit der er diverse Konzerte gab, aber auch das Kreisjugendblasorchester Olpe sowie als Gastdirigent die Brass Band B10 und das Kreisverbandsorchester Stuttgart. Daneben unterrichtet er an der Jugendmusikschule Schorndorf.